# Arachnothryx laniflora
Arachnothryx laniflora är en måreväxtart som först beskrevs av George Bentham, och fick sitt nu gällande namn av Jules Émile Planchon. Arachnothryx laniflora ingår i släktet Arachnothryx och familjen måreväxter. Inga underarter finns listade i Catalogue of Life.